# Helgi Hjörvar

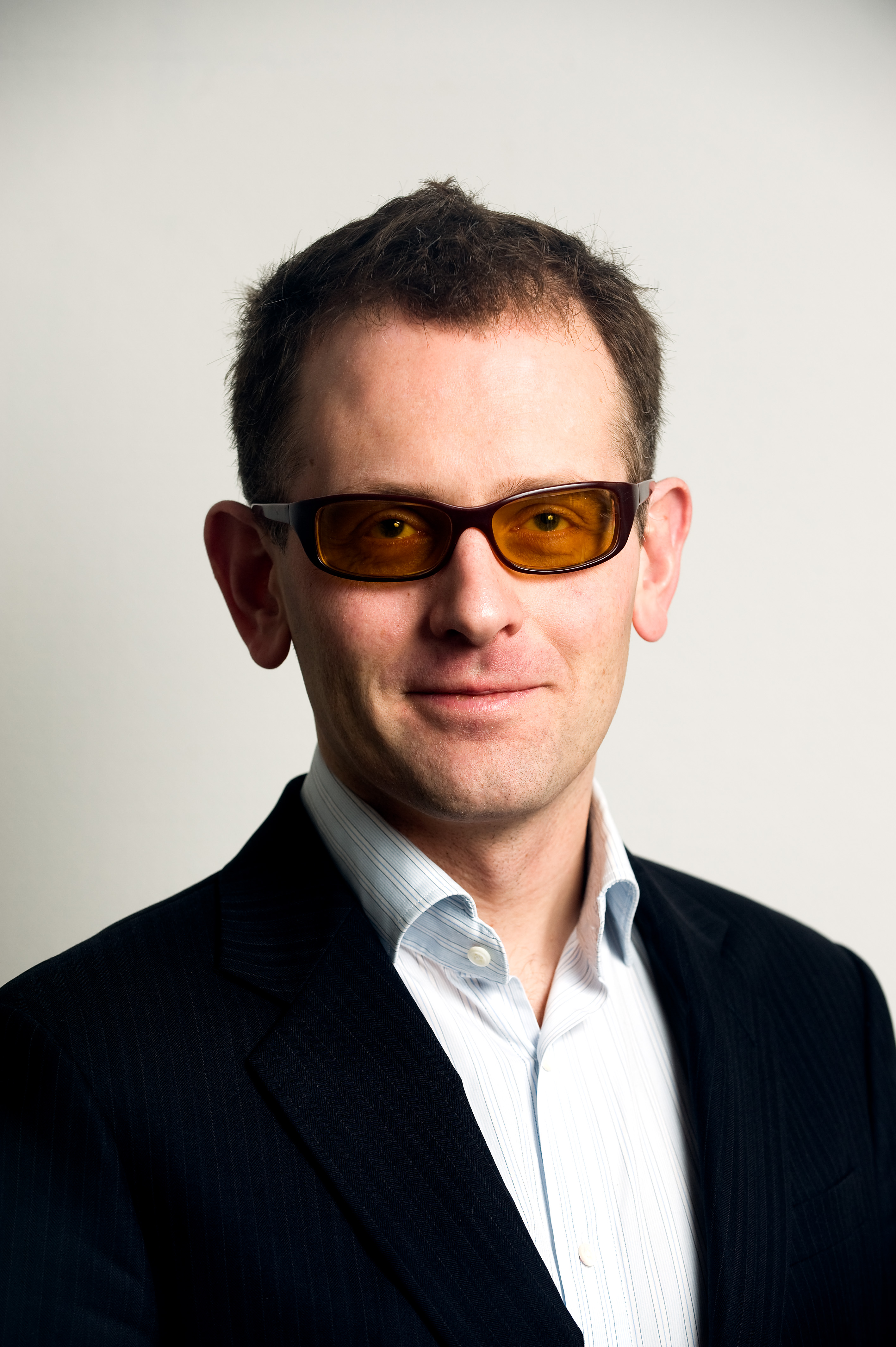
Helgi Hjörvar 2009

Helgi Hjörvar (* 9. Juni 1967 in Reykjavík) ist ein isländischer Politiker der sozialdemokratischen Allianz. Er gehörte von 2003 bis 2016 dem isländischen Parlament Althing an und war von 2013 bis 2016 Fraktionsvorsitzender seiner Partei.

## Leben
Helgi Hjörvar studierte Philosophie an der Universität Island. Helgi, der selbst unter der Augenkrankheit Retinitis pigmentosa leidet, war unter anderem von 1994 bis 1998 Direktor des isländischen Blindenverbands. 
Seit 2003 war er Abgeordneter des isländischen Parlaments Althing, zunächst für den Wahlkreis Reykjavík-Nord, seit 2013 für den Wahlkreis Reykjavík-Süd. Er gehörte seit 2007 der isländischen Delegation im Nordischen Rat an (Vorsitzender der Delegation von 2009 bis 2013) und war Präsident des Nordischen Rats für das Jahr 2010. Helgi Hjörvar war Mitglied wechselnder parlamentarischer Ausschüsse, seit 2013 Fraktionsvorsitzender der Allianz im Althing. Zur vorgezogenen Parlamentswahl vom 29. Oktober 2016 trat er im Wahlkreis Reykjavík-Nord an, in dem die Allianz jedoch keine Sitze erringen konnte.